# Fernando Díaz Esteban
Fernando Díaz Esteban (Badajoz, 25 de enero de 1925-Madrid, 10 de octubre de 2023) fue un historiador y hebraísta español, experto en la historia de los judíos en España, miembro de número de la Real Academia de la Historia (RAH) y presidente de la Asociación Española de Orientalistas.

## Biografía
Díaz Esteban se doctoró en Filosofía y Letras (sección de Filología Semítica) por la Universidad Complutense de Madrid. Se desempeñó como catedrático de Lengua y Literatura Hebreas en la Universidad de Barcelona, donde también sería decano de la Facultad de Filología entre 1974 y 1977.
En 1985 volvió a la Complutense de Madrid, donde dirigió la cátedra de Lengua y Literatura Hebreas como catedrático emérito. En el marco de su trayectoria en dicha universidad —en la que fue profesor emérito honorífico hasta su fallecimiento—, fundó el Instituto de Estudios Orientales y la revista académica de Filología. En este tiempo era también jefe de sección del Consejo Superior de Investigaciones Científicas.
En los años 1990 se convirtió en miembro correspondiente de la Real Academia de Bellas Artes y Ciencias Históricas de Toledo, y el 20 de junio de 2003 tomó posesión como académico de número de la RAH, estrenando su cargo en abril de 2004 con el discurso El frustrado retorno de los judíos en el siglo XVII: nuevos documentos, manuscritos inéditos procedentes de dos fuentes, una de las cuales son las cartas dirigidas al conde-duque de Olivares por el fraile predicador Tello de León, aspirante a espía.
Díaz Esteban fue también el fundador de Letrúmero S. L. Ediciones, editorial dedicada principalmente a las relaciones de España y el mundo oriental. Entre sus obras destacan los libros Bataliús: el reino taifa de Badajoz y Los judaizantes en Europa y la literatura castellana del siglo de Oro.

### Teoría del retorno de los conversos en elsigloXVII
Díaz Esteban ha defendido una teoría sobre una sorprendente disposición a mediados del siglo XVII (en plena inquisición española y portuguesa) de fomentar el retorno a la península ibérica de judíos conversos —sobre todo portugueses, además de españoles que se habían refugiado en Portugal tras la expulsión de los judíos de España)—, aunque estos hubieran vuelto a asumir su judaísmo poco después de su exilio de Portugal, primero (principalmente) hacia las Diecisiete Provincias de Países Bajos, y luego al Imperio otomano (incluidos los Balcanes), el Marruecos wattásida y Brasil. Cabe notar que en el caso del país luso, el segundo edicto del rey Manuel I, de 1497, no les daba la opción de marcharse, es decir que tuvieron que convertirse al cristianismo obligatoriamente, por lo que retomaron su judaísmo una vez en el exilio; solo más tarde, Felipe III de España (y II de Portugal) permitiría el exilio de los conversos portugueses debido a sus «prácticas judaizantes» (el llamado «problema social converso»). Ya asentados en las Provincias Unidas de los Países Bajos, formaron una de las comunidades sefardíes más prominentes de Europa de la época, destacada por sus aportes a la economía local y el comercio internacional; tanto fue así, que la palabra ‘portugués’ en ciudades como Ámsterdam llegó a ser sinónimo de judío.
Su influencia económica y comercial en tierras neerlandesas no escapó la atención de algunos Estados rivales, incluida la unión monárquica hispano-portuguesa, cuya hacienda pública estaba prácticamente en la ruina. En un informe de la época se desglosa que «los empresarios judíos cuentan con gran capital y una importante organización comercial que podría proporcionar un alivio». Un hipotético retorno de exconversos sefardíes de origen portugués se hubiera producido en varias regiones de la península ibérica, no solo en Portugal, ya que esta aún formaba parte de la dinastía filipina. Si bien, los escritos que abordan esta cuestión son de 1640, hacia final de la unión monárquica, y es probable que tuvieran como acicate el intento de rebeldes portugueses de atraer a los judíos a su bando, principalmente por motivos económicos, en los meses anteriores a la guerra de Restauración portuguesa.
Para corroborar su tesis, Díaz Esteban dio a conocer en su presentación de 2004 una carta del fraile trinitario y afamado orador granadino Francisco Tello de León, en la que informa al conde-duque de Olivares sobre las gestiones que llevan a cabo unos «portugueses en Génova» para atraer a conversos y judaizantes a la «rebelión portuguesa», ofreciéndoles el retorno a Portugal. La segunda fuente es un tratado urgente (que no llegó a pasar por un escribano), actualmente muy deteriorado después de estar guardado durante siglos en estado de dejadez en el Colegio Mayor de Cuenca, que contesta a otro documento (que no se ha conservado) que detalla las condiciones fijadas por los judíos para volver. El tratado, que al parecer fue escrito por un jurista y dirigido al rey (Felipe IV de España y III de Portugal), se redactó también en 1640, pero en él se aprecia una intervención más tardía de un autor distinto, donde algunas partes fueron corregidas, tachadas y señaladas con referencias antijudías y contra el duque de Braganza, que en un principio se mostraba favorable, según Díaz Esteban, a la idea.